# Aspidistra chishuiensis
Aspidistra chishuiensis är en sparrisväxtart som beskrevs av S.Z.He och W.F.Xu. Aspidistra chishuiensis ingår i släktet Aspidistra och familjen sparrisväxter. Inga underarter finns listade i Catalogue of Life.